# Beaver County, Pennsylvania
Beaver County är ett administrativt område i delstaten Pennsylvania i USA, med 170 539 invånare. Den administrativa huvudorten (county seat) är Beaver. 

## Politik
Beaver County har under senare år tenderat att rösta på republikanerna i politiska val. Republikanernas kandidat har vunnit rösterna i countyt i samtliga presidentval sedan valet 2008. Dessförinnan hade demokraternas kandidat vunnit countyt i samtliga presidentval utom två (1956, 1972) sedan valet 1932. I valet 2016 vann republikanernas kandidat med 57 procent av rösterna i countyt mot 38,5 för demokraternas kandidat.

## Geografi
Enligt United States Census Bureau har countyt en total area på 1 150 km². 1 124 km² av den arean är land och 26 km² är vatten. 

### Angränsande countyn
- Lawrence County - nord
- Butler County - öst
- Allegheny County - sydost
- Washington County - sydost
- Hancock County, West Virginia - väst
- Columbiana County, Ohio - väst